# Saturday Night (Natalia Kills)
Saturday Night è il secondo singolo estratto dal secondo album in studio di Natalia Kills, Trouble. Preordinabile già su Amazon dal 25 giugno, è stato pubblicato ufficialmente il 2 luglio nonostante l'inaspettata pubblicazione il 28 giugno in Germania. Le riprese del video cominciano contemporaneamente alle riprese del video di Problem e viene pubblicato ufficialmente il 10 luglio.

## Il video
La scena iniziale vede Kills a tavola con i suoi genitori, la classica serena e felice immagine di famiglia. Alle varie scene, tutte nella stessa stanza, dove si vedono prima la madre con occhio nero e il padre ubriaco discutere animatamente, poi la madre prendere pillole, i suoi genitori ballare romanticamente e in una delle ultime scene il padre venire arrestato. Alla fine di ogni scena Natalia esce dalla stanza e si ritrova per strada, dove è circondata da persone che Natalia spinge via da lei.
Tutto finisce per il meglio, come suggerisce la scena finale dove si vede Natalia e i suoi genitori, su un divano mentre guardano un vecchio clip che mostra Kills da bambina. 
Durante il video i suoi look cambiano da scena a scena, ma hanno tutti cose in comune: Sono tutti vestiti bianchi con gioielli d'oro o neri, capelli sempre lisci e rossetto rosso scuro.

## Critiche
Il sito Idolator l'ha ritenuta "il meglio della sua carriera", definendola il più malinconico inno estivo.
Secondo il blog Zionology è "la perfezione dall'inizio alla fine, la sua migliore traccia che potrebbe aiutare Natalia ad avere un forte impatto nelle classifiche". Nel complesso, il singolo ha avuto un impatto molto positivo, e molti blog l'hanno elogiato per il particolare testo.